# Kongelig Dansk Yachtklub
Kongelig Dansk Yachtklub (KDY) er en dansk forening af lystsejlere. Klubben blev stiftet den 3. juli 1866 efter en kapsejlads i Nyborg og førte oprindelig navnet Dansk Forening for Lystsejlads. Siden da har foreningen virket for at fremme sejlsporten i Danmark og yde medlemmerne hjælp ved udøvelsen af deres idræt.

## Historie
Ved klubbens 25-års jubilæum i 1891 var der ca. 900 medlemmer, omkring 1920 ca. 1.700, hvorefter tallet dalede i efterkrigsårene. I perioden 1930-1958 lå tallet stabilt omkring ca. 1.000 medlemmer, hvorefter det voksede igen og toppede i 1983 med ca. 2.700 medlemmer. I 2009 har KDY ca. 2.550 medlemmer, heraf mange i provinsen og i udlandet.
Ved sit 25-års jubilæum i 1891 fik Dansk Forening for Lystsejlads kong Christian 9.s tilladelse til at benytte navnet Kongelig Dansk Yachtklub. Til at begynde med var klubbens stander hvid med 3 røde stjerner, men efter navneskiftet i 1891 indførtes den nu benyttede med en kongekrone over 3 stjerner. Yachtflaget – det danske orlogsflag med bogstaverne YF i øverste kvadrant – blev tilladt allerede i 1865, førend der eksisterede sejlklubber. I 1873 fik KDY's medlemmer "ved allerhøjeste Resolution" tilladelse til at føre 3 stjerner diagonalt under YF'et i deres yachtflag.
Foreningens første klubhus, der skulle blive kendt som Langeliniepavillonen, blev opført 1884 på Pinnebergs Ravelin ved Kastellet og Langelinie. I dette hus boede klubben til leje hos De forenede Bryggerier i ca. 15 år, og bygningen erstattedes af Fritz Kochs nye og større pavillon i 1903. Denne populære træpavillon var klubbens hjemsted til 1944, hvor den blev sprængt i luften af Schalburgkorpset. Allerede i 1942 havde klubben i midertid fået klublokaler i Skovshoved Havn, hvortil klubben nu flyttede permanent. Dog har KDY lokaler i den nye Langeliniepavillon fra 1958.